# Follett
Follett é uma cidade localizada no estado norte-americano de Texas, no Condado de Lipscomb.

## Demografia
Segundo o censo norte-americano de 2000, a sua população era de 412 habitantes.
Em 2006, foi estimada uma população de 417, um aumento de 5 (1.2%).

## Geografia
De acordo com o United States Census Bureau tem uma área de 2,5 km², dos quais 2,5 km² cobertos por terra e 0,0 km² cobertos por água. Follett localiza-se a aproximadamente 817 m acima do nível do mar.

## Localidades na vizinhança
O diagrama seguinte representa as localidades num raio de 36 km ao redor de Follett.